# C politique
C politique est une émission de la télévision publique française, consacrée à la politique française diffusée sur France 5.
Co-produite par la société privée Together Media, appartenant à l'homme d'affaires Renaud Le Van Kim et détenue en partie par la holding Banijay Group du milliardaire Stéphane Courbit, l'émission est animée par Thomas Snégaroff avec la participation de Camille Girerd, Laure Pollez et Yaël Goosz, accompagnés en plateau par Camille Vigogne Le Coat, et la chroniqueuse Anelise Borges (correspondante d'Euronews à Paris).

## Synopsis
C Politique est un rendez-vous politique hebdomadaire diffusé en direct chaque dimanche à 18 heures 35.
Thomas Snégaroff et son équipe de chroniqueuses, chroniqueurs, reporters décryptent l’actualité française et internationale, en plateau, avec des intellectuel(le)s et des actrices et  acteurs de l’actualité, et sur le terrain au plus près de celles et ceux (citoyen(ne)s, activistes, politiques) qui changent la France, l’Europe et le monde.
L'émission est suivie par C Politique, la suite, rendez-vous autour d'une thématique qui fait l'actualité avec des acteurs de la société civile, des intellectuels, des hommes politiques mais aussi des éditorialistes.

## Historique
À la rentrée 2009, France 5 remplace l'émission Ripostes, présentée par Serge Moati durant dix saisons par C Politique.
Au lancement   de l’émission, Nicolas Demorand est le présentateur, du 6 septembre 2009, jusqu’en février 2011. Par la suite Géraldine Muhlmann, anime l’émission de mars 2011 à septembre 2012. De septembre 2012 à mai 2016, l’émission est présentée par Caroline Roux.
Après l'annonce d'un arrêt de l'émission à la fin de la saison 2015-2016, celle-ci est finalement maintenue sous une nouvelle formule, présentée à partir du 18 septembre 2016 par Karim Rissouli accompagné de la journaliste Camille Girerd, de l'historien spécialiste des États-Unis Thomas Snégaroff, de Maxime Darquier et de Luc Hermann. Il n'y a désormais plus d'invités politiques mais un décryptage de l'actualité politique avec des écrivains, chercheurs, intellectuels, témoins. L'émission est produite par la société Together Media de Renaud Le Van Kim,; la billetterie WeClap est responsable du public de l'émission depuis le 18 septembre 2016.
À la rentrée 2019, Luc Hermann est remplacé par Meriem Amellai qui traite de l'actualité internationale.
À partir de la rentrée 2020, une nouvelle équipe constituée de Camille Vigogne Le Coat (journaliste au service politique du magazine L'Express), de l'historien Thomas Snégaroff et des chroniqueuses Annelise Borges (correspondante d'Euronews à Paris) et Laure Pollez entoure Karim Rissouli. C Politique scelle un jumelage avec le média en ligne Brut, prisé des jeunes générations, dont le fondateur, Renaud Le Van Kim, n'est autre que le producteur de l'émission. Les deux rédactions sont appelées à réaliser ensemble chaque dimanche à 20h30 un reportage en immersion de dix minutes, puis l'historien et fidèle de l'émission, Thomas Snégaroff propose un nouveau rendez-vous, le « 1/4 d'heure américain ».
L'émission est divisée en deux parties : 
1. De 18 h 30 à 19 h 55 : Karim Rissouli présente une émission de décryptage de l'actualité politique, avec des reportages et des invités.
2. De 19 h 55 à 20 h 50 : Thomas Snégaroff présente C Politique la suite, un débat entre plusieurs invités autour de la thématique de la semaine.

Le générique de l'émission est issu du titre Smothered Mate de Chilly Gonzales (album Ivory Tower, 2010).
À la rentrée 2022, Thomas Snégaroff remplace à la présentation de l'émission Karim Rissouli qui souhaite se concentrer sur son émission C ce soir diffusée depuis janvier 2021 en seconde partie de la soirée en semaine.
À partir du 17 septembre 2023, l'émission est diffusée entre 20 h et 21 h.

## Première saison (2009- 2010)
La saison 2009-2010 est la première saison de C politique. Elle est présentée dans son intégralité par Nicolas Demorand.

### Année 2009
| Diffusion         | Personnalité       | Parti   | Fonction |
| ----------------- | ------------------ | ------- | --- |
| 6 septembre 2009  | Roselyne Bachelot  | UMP     | • Ministre de la Santé et des Sports • Ancienne députée du Maine-et-Loire                                                                                                  |
| 9 septembre 2009  | Vincent Peillon    | PS      | • Député européen (circonscription Sud-Est) |
| 29 septembre 2009 | Bernard Thibault   | Inconnu | • Président de la Confédération générale du travail |
| 26 septembre 2009 | Éric Woerth        | UMP     | • Ministre du Budget, des Comptes publics, de la Fonction publique et de la Réforme de l’État • Ancien député de l’Oise                                                    |
| 5 octobre 2009    | Valérie Pécresse   | UMP     | • Ministre de l’Enseignement supérieur et de la Recherche • Présidente du groupe Majorité présidentielle au conseil régional d’Île-de-France                               |
| 11 octobre 2009   | François Hollande  | PS      | • Président du conseil général de la Corrèze • Ancien Premier secrétaire du Parti socialiste                                                                               |
| 26 octobre 2009   | Marine Le Pen      | FN      | • Députée européenne (circonscription Nord-Ouest) • Conseillère régionale d’Île-de-France                                                                                  |
| 29 octobre 2009   | Henri Guaino       | Inconnu | • Conseiller spécial de Nicolas Sarkozy |
| 7 janvier 2010    | Arnaud Montebourg  | PS      | • Député de Saône-et-Loire • Président du conseil général de Saône-et-Loire                                                                                                |
| 14 janvier 2010   | Olivier Besancenot | NPA     | • Porte-parole du Nouveau Parti anticapitaliste |
| 21 janvier 2010   | Christine Boutin   | PCD     | • Présidente du Parti chrétien-démocrate • Ancien membre du Gouvernement Fillon                                                                                            |
| 6 février 2010    | Éric Besson        | UMP LP  | • Ministre de l’Immigration, de l’Intégration, de l’Identité nationale et du Développement solidaire                                                                       |
| 4 mars 2010       | Ségolène Royal     | PS      | • Présidente du conseil régional de Poitou-Charentes • Candidate du Parti socialiste à l’élection présidentielle en 2007                                                   |
| 11 mars 2010      | Manuel Valls       | PS      | • Député de l’Essonne • Maire d’Évry (Essonne) |
| 18 mars 2010      | Jean-François Copé | UMP     | • Secrétaire général de l’Union pour un mouvement populaire • Président du groupe UMP à l’Assemblée nationale (député de Seine-et-Marne) • Maire de Meaux (Seine-et-Marne) |

### Année 2010
| Diffusion         | Personnalité         | Parti     | Fonction |
| ----------------- | -------------------- | --------- | --- |
| 5 avril 2010      | Lionel Jospin        | PS        | • Ancien Premier ministre • Candidat du Parti socialiste aux élections présidentielles de 1995 et de 2002                                                  |
| 6 avril 2010      | Jean-Pierre Raffarin | UMP       | • Ancien Premier ministre • Sénateur de Vienne |
| 7 avril 2010      | Benoist Apparu       | UMP       | • Secrétaire d’État chargé du Logement et de l’Urbanisme • Conseiller régional de Champagne-Ardenne                                                        |
| 8 avril 2010      | Daniel Cohn-Bendit   | Les Verts | • Député européen français depuis 2009 (Circonscription Île-de-France) • Coprésident du groupe « Verts / Alliance libre européenne » au Parlement européen |
| 9 avril 2010      | Luc Chatel           | UMP       | • Ministre de l’Éducation nationale (Porte-parole de gouvernement) • Maire de Chaumont (Haute-Marne)                                                       |
| 7 août 2010       | Martin Hirsch        | Inconnu   | • Ancien président d’Emmaüs France • Haut-commissaire aux Solidarités actives contre la pauvreté et à la Jeunesse                                          |
| 11 septembre 2010 | Bernard-Henri Lévy   | Inconnu   | • Écrivain, romancier et philosophe |
| ...               |                      |           | |
| 18 septembre 2010 | Bruno Gollnisch      | FN        | • Député européen (circonscription Est) |
| ...               |                      |           | |

## Deuxième saison (2010)
La saison 2010-2011 est la deuxième saison de C politique. Elle est présentée par Nicolas Demorand puis, à la suite de son départ pour la direction de la rédaction du quotidien Libération, par Géraldine Muhlmann à partir du 6 mars 2011.
| Émission                                       | Diffusion       | Personnalité          | Parti   | Fonction |
| ---------------------------------------------- | --------------- | --------------------- | ------- | --- |
| Marine Le Pen, le front familial.              | 2 août 2010     | Marine Le Pen         | FN      | • Candidate à l’élection du président du Front national • Députée européenne (circonscription Nord-Ouest)                      |
| Jean-Luc Mélenchon, « le bruit et la fureur. » | 9 août 2010     | Jean-Luc Mélenchon    | PG      | • Coprésident du Parti de gauche • Député européen (circonscription Sud-Ouest)                                                 |
| Olivier Besancenot, être, ou ne pas être.      | 16 août 2010    | Olivier Besancenot    | NPA     | • Porte-parole du Nouveau Parti anticapitaliste                                                                                |
| Finkielkraut : peut-on penser la politique ?   | 23 août 2010    | Alain Finkielkraut    | Inconnu | • Philosophe, écrivain • Animateur de Répliques sur France Culture                                                             |
| François Bayrou : à gauche ou à droite ?       | 30 août 2010    | François Bayrou       | MoDem   | • Président du Mouvement démocrate • Député des Pyrénées-Atlantiques                                                           |
| Dominique de Villepin : l’ennemi intime.       | 18 octobre 2010 | Dominique de Villepin | UMP     | • Ancien Premier ministre |
| Ségolène Royal, l’insubmersible.               | 25 octobre 2010 | Ségolène Royal        | PS      | • Présidente du conseil régional de Poitou-Charentes • Candidate à la présidentielle de 2012 par la primaire citoyenne de 2011 |

## Troisième saison (2011-2012)

### Année 2011
| Émission                                      | Diffusion         | Personnalité         | Parti   | Fonction |
| --------------------------------------------- | ----------------- | -------------------- | ------- | --- |
| Mélenchon, le résistant.                      | 9 février 2011    | Jean-Luc Mélenchon   | PG      | • Coprésident du Parti de gauche • Député européen (circonscription Sud-Ouest) • Candidat du Front de gauche à la présidentielle de 2012                                 |
| Ségolène Royal, la troisième.                 | 16 février 2011   | Ségolène Royal       | PS      | • Présidente du conseil régional de Poitou-Charentes • Candidate à la présidentielle de 2012 par la primaire citoyenne de 2011                                           |
| Alain Minc...                                 | 22 mars 2011      | Alain Minc           | Inconnu | • Conseiller politique • Éditorialiste de Metro et de Face à (sur Direct 8)                                                                                              |
| Pierre Moscovici, hollandais d’adoption.      | 29 mars 2011      | Pierre Moscovici     | PS      | • Député du Doubs • Soutien de François Hollande à la primaire citoyenne de 2011                                                                                         |
| Martine Aubry, 8 jours pour convaincre.       | 11 juillet 2011   | Martine Aubry        | PS      | • Première secrétaire du Parti socialiste • Candidate à la présidentielle de 2012 par la primaire citoyenne de 2011 • Maire de Lille (Nord)                              |
| Laurence Parisot, « la patronne » s’engage.   | 12 juillet 2011   | Laurence Parisot     | Inconnu | • Chef d’entreprise • Présidente du MEDEF |
| Bruno Le Maire, chef du projet UMP pour 2012. | 18 juillet 2011   | Bruno Le Maire       | UMP     | • Ministre de l’Agriculture, de l’Alimentation, de la Pêche, de la Ruralité et de l'Aménagement du territoire • Chargé du projet de l’UMP pour la présidentielle de 2012 |
| Henri Guaino, la plume qui parle.             | 19 juillet 2011   | Henri Guaino         | Inconnu | • Conseiller spécial de Nicolas Sarkozy |
| Xavier Bertrand, sherpa de la campagne.       | 25 juillet 2011   | Xavier Bertrand      | UMP     | • Ministère du Travail, de l’Emploi et de la Santé • Maire de Saint-Quentin (Aisne)                                                                                      |
| Jean-François Copé, l’incontournable.         | 26 juillet 2011   | Jean-François Copé   | UMP     | • Secrétaire général de l'Union pour un mouvement populaire • Député de Seine-et-Marne • Maire de Meaux (Seine-et-Marne)                                                 |
| Cécile Duflot, énergique mais pas nucléaire.  | 15 août 2011      | Cécile Duflot        | EELV    | • Secrétaire nationale d'Europe Écologie Les Verts • Présidente du groupe Europe Écologie Les Verts au Conseil régional d'Île-de-France                                  |
| Jean-Pierre Raffarin, la droite du centre.    | 29 août 2011      | Jean-Pierre Raffarin | UMP     | • Ancien Premier ministre • Sénateur de Vienne |
| Éric Besson, ministre chargé de l’avenir.     | 19 septembre 2011 | Éric Besson          | UMP LP  | • Ministre délégué de l’Industrie, de l’Énergie et de l’Économie numérique                                                                                               |
| Laurent Fabius, l’homme des 100 jours.        | 2 octobre 2011    | Laurent Fabius       | PS      | • Ancien Premier ministre • Député de la Seine-Maritime |
| Claude Guéant, « le cardinal ».               | 9 octobre 2011    | Claude Guéant        | UMP     | • Ministre de l’Intérieur, de l’Outre-mer, des Collectivités territoriales et de l’Immigration • Ancien Secrétaire général de l’Élysée                                   |
| Marine Le Pen, reine des invisibles.          | 16 octobre 2011   | Marine Le Pen        | FN      | • Présidente du Front national • Candidate à l’élection présidentielle française de 2012                                                                                 |

### Année 2012 (janvier-mars)
| Diffusion        | Personnalité          | Parti      | Fonction |
| ---------------- | --------------------- | ---------- | --- |
| 1er janvier 2012 | François Bayrou       | MoDem      | • Président du Mouvement démocrate. • Député des Pyrénées-Atlantiques. • Candidat à l’élection présidentielle française de 2012.                                                                |
| 2 janvier 2012   | Jérôme Cahuzac        | PS         | • Député de Lot-et-Garonne (Président de la Commission des finances, de l’économie générale et du contrôle budgétaire à l’Assemblée nationale). • Maire de Villeneuve-sur-Lot (Lot-et-Garonne). |
| 5 février 2012   | Eva Joly              | EELV       | • Députée européenne (circonscription Île-de-France). • Candidate d’Europe Écologie — Les Verts pour l’élection présidentielle de 2012.                                                         |
| 31 mars 2012     | Dominique de Villepin | RS         | • Ancien Premier ministre pour l’élection de 2012. • Candidat de République solidaire à l’élection présidentielle de 2012.                                                                      |
| 5 avril 2012     | Valérie Pécresse      | UMP        | • Ministre du Budget, des Comptes publics et de la Réforme de l’État. • Porte-parole du gouvernement.                                                                                           |
| 25 juin 2012     | Brice Hortefeux       | UMP        | • Député européen (circonscription Massif central-Centre). • Conseiller régional d’Auvergne. |
| 26 juillet 2012  | Gilbert Collard       | FN Soutien | • Président du comité de soutien de Marine Le Pen. • Avocat et écrivain « médiatique. » |
| 7 juillet 2012   | Benoît Hamon          | PS         | • Conseiller régional d’Île-de-France. • Porte-parole du Parti socialiste. |
| 20 août 2012     | Jean-François Copé    | UMP        | • Secrétaire général de l’Union pour un mouvement populaire. • Député de Seine-et-Marne. • Maire de Meaux (Seine-et-Marne).                                                                     |
| 29 août 2012     | Jean-Luc Mélenchon    | PG         | • Coprésident du Parti de gauche. • Député européen (circonscription Sud-Ouest). • Candidat du Front de gauche à la présidentielle de 2012.                                                     |
| 2 septembre 2012 | Ségolène Royal        | PS         | • Présidente du conseil régional de Poitou-Charentes. • Soutien de François Hollande pour l’élection présidentielle de 2012.                                                                    |

### Émissions spéciales (mars-avril)
Dans le cadre de l’élection présidentielle de 2012, le Conseil supérieur de l’audiovisuel impose la parité des temps de paroles des candidats sur l’ensemble des chaînes de télévision. Comme de nombreuses émissions politiques sur les différentes chaînes, C politique se voit dans l’obligation ou de respecter les temps de parole ou de transformer l’émission en programme où les représentants de partis, les soutiens ou les candidats à l’élection ne puissent pas s’exprimer.

#### Émission du 25 mars 2012
Le 25 mars 2012, l’émission opte pour un programme où chaque candidat — ou à défaut, chaque représentant de candidat — peut s’exprimer avec une égalité stricte dans les temps de parole.
L’émission, dont le sujet était la crise de la dette, a été articulée autour de plusieurs petits reportages qui reprenaient les points de vue des dix candidats.
Les intervenants ont été :
- Nathalie Kosciusko-Morizet, porte-parole du candidat Nicolas Sarkozy (UMP) ;
- Eva Joly (EELV) ;
- François Bayrou (MoDem) ;
- Jean-Luc Mélenchon (FDG) ;
- Philippe Poutou (NPA) ;
- Nicolas Dupont-Aignan (DLR) ;
- Nathalie Arthaud (LO) ;
- François Hollande (PS) ;
- Marine Le Pen (FN) ;
- Jacques Cheminade (SP).

#### Émission du1eravril 2012
Le 1er avril 2012, Géraldine Muhlmann invite des journalistes de sensibités politiques différentes, avec des thèmes axés sur l’abstentionnisme, la sécurité, le troisième homme de la présidentielle (Marine Le Pen, Jean-Luc Mélenchon ou François Bayrou), la question européenne au travers du plan d’austérité espagnol de 2012, et le temps de parole des candidats.
Les journalistes étaient :
- François d’Orcival (pour le magazine Valeurs actuelles) ;
- Claude Weill (rédacteur en chef du magazine du Nouvel Observateur) ;
- Alexis Brézet (directeur délégué de la rédaction du Figaro Magazine) ;
- Caroline Fourest (rédactrice en chef de la revue Internet de ProChoix).

#### Émission du 8 avril 2012
Le 8 avril 2012, Géraldine Muhlmann invite de nouveau des journalistes économiques principalement. Ils étaient :
- David Revault d’Allonnes (journaliste à Libération) ;
- Jean-Michel Quatrepoint (journaliste économique et auteur) ;
- Nicolas Bouzou (maître de conférences à Science Po Paris) ;
- Carl Meeus (journaliste au Figaro).

#### Émission du 29 avril 2012
Le 29 avril 2012, Géraldine Muhlmann invite de nouveau diverses personnalités. Les thèmes abordés sont les campagnes de Nicolas Sarkozy et François Hollande, le débat d’entre-deux-tours.
Les personnalités étaient :
- Alain Finkielkraut (philosophe, écrivain et animateur de Répliques, sur France Culture) ;
- Michel Wieviorka (sociologue et écrivain) ;
- Dominique Reynié (politologue et auteur) ;
- Dan Franck (romancier).

### Année 2012 (mai-juin)
| Diffusion | Personnalité       | Parti  | Fonction |
| --- | ------------------ | ------ | --- |
| 13 mai 2012 | Jean-Luc Mélenchon | FDG PG | • Coprésident du Parti de gauche. • Candidat à la députation dans la onzième circonscription de Pas-de-Calais. • Ancien candidat à l’élection présidentielle de 2012. |
| 20 mai 2012 | Ségolène Royal     | PS     | • Présidente du conseil régional de Poitou-Charentes. • Candidate à la députation dans la première circonscription de Charente-Maritime.                              |
| 27 mai 2012 | Henri Guaino       | UMP    | • Candidat à la députation dans la troisième circonscription des Yvelines. • Ancien conseiller spécial de Nicolas Sarkozy                                             |
| 3 juin 2012 | Jean-François Copé | UMP    | • Candidat à la députation dans la sixième circonscription de Seine-et-Marne. • Secrétaire général de l’UMP.                                                          |
| Pas d’émissions en raison des premier et second tours des élections législatives (10 juin 2012 et 17 juin 2012) |                    |        | |
| 24 juin 2012 | Noël Mamère        | EELV   | • Député de la Gironde. • Maire de Bègles (Gironde). |

## Quatrième saison (2012-2013)
La saison 2012-2013 est la quatrième saison de C politique. Elle est présentée par Caroline Roux.
| Diffusion         | Personnalité               | Parti   | Fonction |
| ----------------- | -------------------------- | ------- | --- |
| 9 septembre 2012  | Jean-Vincent Placé         | EELV    | • Conseiller régional d'Île-de-France • Sénateur de l'Essonne • Président du Groupe écologiste au Sénat                                                                                                 |
| 16 septembre 2012 | Michel Sapin               | PS      | • Conseiller municipal d'Argenton-sur-Creuse (Indre) • Ministre du Travail, de l'Emploi, de la Formation professionnelle et du Dialogue social • Ancien député de l'Indre                               |
| 23 septembre 2012 | Henri Guaino               | UMP     | • Député des Yvelines • Ancien conseiller spécial de Nicolas Sarkozy |
| 30 septembre 2012 | Claude Bartolone           | PS      | • Conseiller général du canton de Pantin-Est • Député de la Seine-Saint-Denis • Président de l'Assemblée nationale                                                                                      |
| 7 octobre 2012    | Marine Le Pen              | FN      | • Présidente du Front national • Conseillère régionale du Nord-Pas-de-Calais • Députée européenne (circonscription Nord-Ouest)                                                                          |
| 14 octobre 2012   | Xavier Bertrand            | UMP     | • Maire de Saint-Quentin (Aisne) • Député de l'Aisne |
| 21 octobre 2012   | Jean-François Copé         | UMP     | • Secrétaire général de l'Union pour un mouvement populaire • Candidat à l'élection du président de l'UMP • Maire de Meaux (Seine-et-Marne) • Député de Seine-et-Marne                                  |
| 28 octobre 2012   | Jérôme Cahuzac             | PS      | • Conseiller municipal de Villeneuve-sur-Lot (Lot-et-Garonne) • Ministre délégué au Budget • Ancien député de Lot-et-Garonne                                                                            |
| 4 novembre 2012   | Fleur Pellerin             | PS      | • Ministre déléguée aux PME, à l'Innovation et à l'Économie numérique |
| 11 novembre 2012  | Jean-Pierre Raffarin       | UMP     | • Sénateur de la Vienne • Ancien Premier ministre |
| 18 novembre 2012  | Jean-Luc Mélenchon         | PG      | • Coprésident du Parti de gauche • Député européen (circonscription Sud-Ouest) |
| 25 novembre 2012  | François Chérèque          | Inconnu | • Secrétaire général de la Confédération française démocratique du travail |
| 2 décembre 2012   | Laurence Parisot           | Inconnu | • Présidente du Mouvement des entreprises de France |
| 9 décembre 2012   | Jean-Louis Borloo          | UDI PR  | • Président de l'Union des démocrates et indépendants • Conseiller municipal de Valenciennes (Nord) • Député du Nord • Président du Groupe Union des démocrates et indépendants à l'Assemblée nationale |
| 16 décembre 2012  | Benoît Hamon               | PS      | • Conseiller régional d'Île-de-France • Ministre délégué à l'Économie sociale et solidaire et à la Consommation • Ancien député des Yvelines                                                            |
| 13 janvier 2013   | Laurent Wauquiez           | UMP     | • Maire du Puy-en-Velay (Haute-Loire) • Député de la Haute-Loire |
| 20 janvier 2013   | Jean-Yves Le Drian         | PS      | • Conseiller régional de Bretagne • Ministre de la Défense |
| 27 janvier 2013   | Jean-François Copé         | UMP     | • Président de l'Union pour un mouvement populaire • Maire de Meaux (Seine-et-Marne) • Député de Seine-et-Marne                                                                                         |
| 3 février 2013    | Marisol Touraine           | PS      | • Conseillère générale du canton de Montbazon • Ministre des Affaires sociales et de la Santé • Ancienne députée d'Indre-et-Loire                                                                       |
| 10 février 2013   | Christian Jacob            | UMP     | • Maire de Provins (Seine-et-Marne) • Député de Seine-et-Marne • Président du Groupe Union pour un mouvement populaire à l'Assemblée nationale                                                          |
| 17 février 2013   | Vincent Peillon            | PS      | • Ministre de l'Éducation nationale • Ancien député européen (circonscription Sud-Est) |
| 24 février 2013   | Bruno Le Maire             | UMP     | • Conseiller régional de Haute-Normandie • Député de l'Eure |
| 3 mars 2013       | Bernard Thibault           | Inconnu | • Secrétaire général de la Confédération générale du travail |
| 10 mars 2013      | Alain Minc                 | Inconnu | • Économiste • Conseiller politique |
| 17 mars 2013      | Jean-Luc Mélenchon         | PG      | • Coprésident du Parti de gauche • Député européen (circonscription Sud-Ouest) |
| 24 mars 2013      | Harlem Désir               | PS      | • Premier secrétaire du Parti socialiste • Député européen (circonscription Île-de-France) |
| 31 mars 2013      | Alain Juppé                | UMP     | • Maire de Bordeaux (Gironde) |
| 7 avril 2013      | Xavier Bertrand            | UMP     | • Maire de Saint-Quentin (Aisne) • Député de l'Aisne |
| 14 avril 2013     | Arnaud Montebourg          | PS      | • Conseiller général du canton de Montret • Ministre du Redressement productif |
| 21 avril 2013     | Valérie Pécresse           | UMP     | • Conseillère régionale d'Île-de-France • Députée des Yvelines |
| 28 avril 2013     | François Bayrou            | MoDem   | • Président du Mouvement démocrate • Conseiller municipal de Pau (Pyrénées-Atlantiques) |
| 5 mai 2013        | Jean-Christophe Cambadélis | PS      | • Député de Paris |
| 12 mai 2013       | Henri Guaino               | UMP     | • Député des Yvelines • Ancien conseiller spécial de Nicolas Sarkozy |
| 19 mai 2013       | Marine Le Pen              | FN      | • Présidente du Front national • Conseillère régionale du Nord-Pas-de-Calais • Députée européenne (circonscription Nord-Ouest)                                                                          |
| 26 mai 2013       | Manuel Valls               | PS      | • Conseiller municipal d'Évry (Essonne) • Ministre de l'Intérieur • Ancien député de l'Essonne |
| 2 juin 2013       | Ségolène Royal             | PS      | • Présidente du Conseil régional de Poitou-Charentes |

## Cinquième saison (2013- 2014)
| Diffusion         | Personnalité         | Parti   | Fonction |
| ----------------- | -------------------- | ------- | --- |
| 8 septembre 2013  | Michel Sapin         | PS      | • Conseiller municipal d'Argenton-sur-Creuse (Indre) • Ministre du Travail, de l'Emploi, de la Formation professionnelle et du Dialogue social • Ancien député de l'Indre                               |
| 15 septembre 2013 | Henri Guaino         | UMP     | • Député des Yvelines • Ancien conseiller spécial de Nicolas Sarkozy |
| 22 septembre 2013 | Cécile Duflot        | EELV    | • Conseillère municipale de Villeneuve-Saint-Georges (Val-de-Marne) • Ministre de l'Égalité des territoires et du Logement • Ancienne députée de Paris                                                  |
| 29 septembre 2013 | Marisol Touraine     | PS      | • Conseillère générale du canton de Montbazon • Ministre des Affaires sociales et de la Santé • Ancienne députée d'Indre-et-Loire                                                                       |
| 6 octobre 2013    | Jean-Pierre Raffarin | UMP     | • Sénateur de la Vienne • Ancien Premier ministre |
| 13 octobre 2013   | Ségolène Royal       | PS      | • Présidente du Conseil régional de Poitou-Charentes |
| 20 octobre 2013   | Jean-Louis Borloo    | UDI PR  | • Président de l'Union des démocrates et indépendants • Conseiller municipal de Valenciennes (Nord) • Député du Nord • Président du Groupe Union des démocrates et indépendants à l'Assemblée nationale |
| 27 octobre 2013   | Stéphane Le Foll     | PS      | • Conseiller municipal du Mans (Sarthe) • Ministre de l'Agriculture, de l'Agroalimentaire et de la Forêt • Ancien député de la Sarthe                                                                   |
| 3 novembre 2013   | Brice Hortefeux      | UMP     | • Conseiller régional d'Auvergne • Député européen (circonscription Massif central-Centre) |
| 10 novembre 2013  | Pierre Moscovici     | PS      | • Conseiller municipal de Valentigney (Doubs) • Ministre de l'Économie et des Finances • Ancien député du Doubs                                                                                         |
| 17 novembre 2013  | Jean-Luc Mélenchon   | FG PG   | • Coprésident du Parti de gauche • Député européen (circonscription Sud-Ouest) |
| 24 novembre 2013  | François Bayrou      | MoDem   | • Président du Mouvement démocrate • Conseiller municipal de Pau (Pyrénées-Atlantiques) |
| 1er décembre 2013 | Xavier Bertrand      | UMP     | • Maire de Saint-Quentin (Aisne) • Député de l'Aisne |
| 8 décembre 2013   | Vincent Peillon      | PS      | • Ministre de l'Éducation nationale • Ancien député européen (circonscription Sud-Est) |
| 15 décembre 2013  | Marine Le Pen        | FN      | • Présidente du Front national • Conseillère régionale du Nord-Pas-de-Calais • Députée européenne (circonscription Nord-Ouest)                                                                          |
| 12 janvier 2014   | Jean-François Copé   | UMP     | • Président de l'Union pour un mouvement populaire • Maire de Meaux (Seine-et-Marne) • Député de Seine-et-Marne                                                                                         |
| 19 janvier 2014   | Bernard Cazeneuve    | PS      | • Conseiller municipal de Cherbourg-Octeville (Manche) • Ministre délégué au Budget • Ancien député de la Manche                                                                                        |
| 26 janvier 2014   | Jean-Claude Mailly   | Inconnu | • Secrétaire général de Force ouvrière |
| 2 février 2014    | Claude Bartolone     | PS      | • Conseiller général du canton de Pantin-Est • Député de la Seine-Saint-Denis • Président de l'Assemblée nationale                                                                                      |
| 9 février 2014    | Malek Boutih         | PS      | • Député de l'Essonne |
| 16 février 2014   | Alain Minc           | Inconnu | • Économiste • Conseiller politique |